# St Catherine's Island
Ne doit pas être confondu avec Saint-Catherine Island.
St Catherine's Island est une île accessible à marée basse, reliée à la ville de Tenby, dans le comté du Pembrokeshire au pays de Galles. Elle abrite le St Catherine's Fort.

## Géographie
Formée à partir d’un affleurement de calcaire, d’une hauteur moyenne de 25 m, l’île est truffée de grottes de marée. L'île a une longueur d'environ 200 m et une largeur de 60 m.
La zone située au-dessous de la ligne de marée haute, sur l’île Sainte-Catherine, est un site d'intérêt scientifique particulier. Le tronçon situé juste en façade de l'île est appelé Catterns.

## Galerie

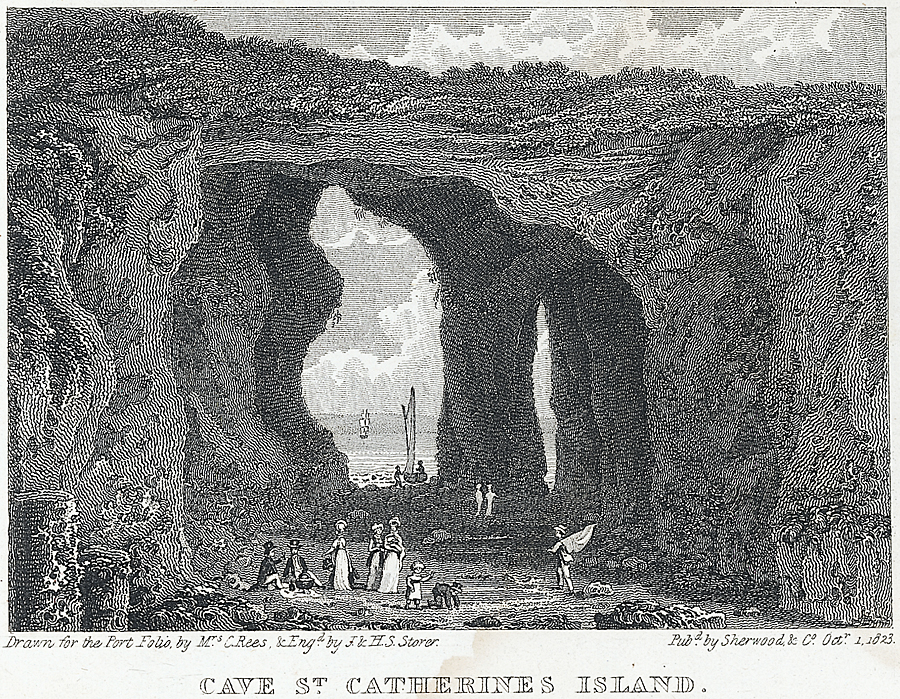
Une grotte de l'île, 1823.
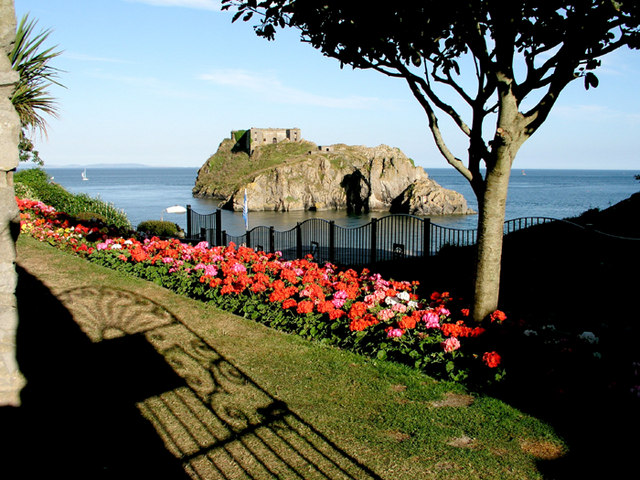
Vue du parc au coucher du soleil.
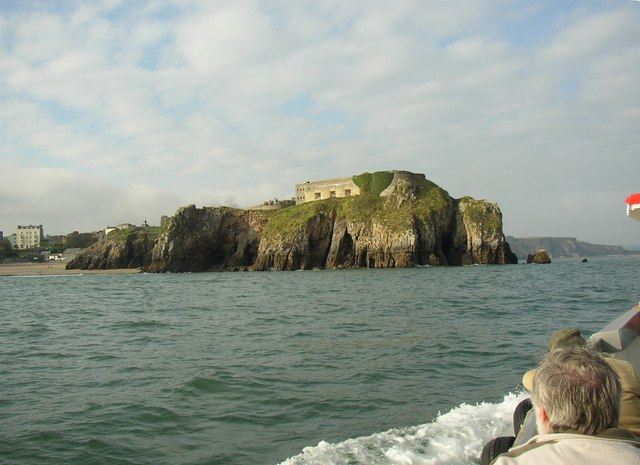
Vue depuis le ferry vers Caldey Island.
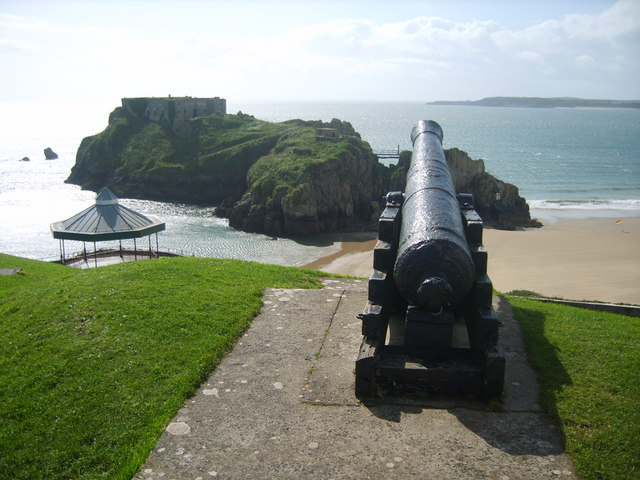
Vue à partir de Tenby.
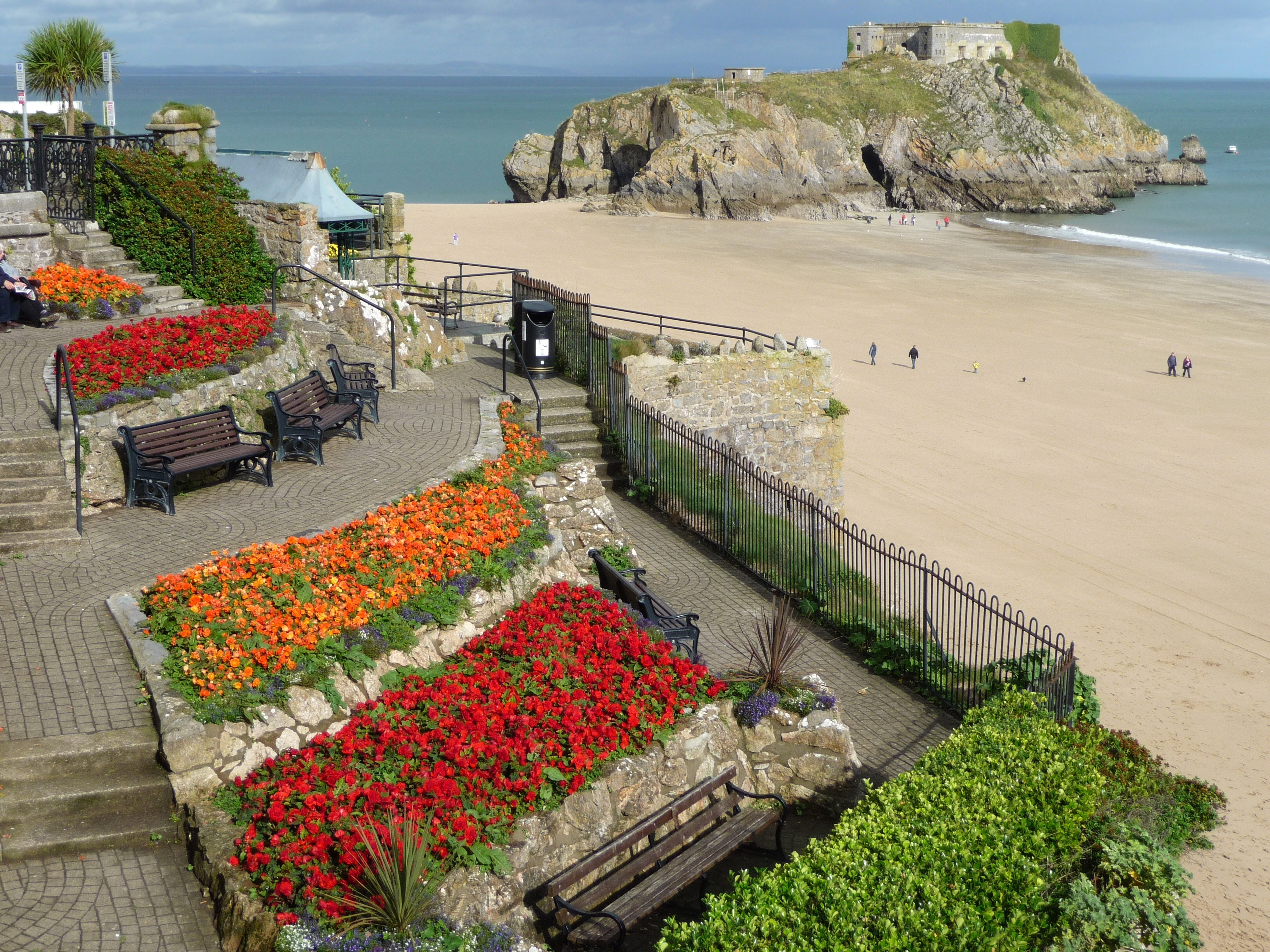
St Catherine's Island avec sa promenade, Tenby, Pembrokeshire.

## Histoire
Sous le règne d’Elizabeth I, le comte de Pembroke, l’oncle de Henri VII, était le propriétaire de l’île Sainte-Catherine. Plus tard, la propriété a été transférée à la Corporation of Tenby, qui a pris possession de plusieurs terres de la Couronne. En 1856, seuls quelques moutons habitaient l'île. Un observateur les a décrits comme « des créatures à moitié sauvages qui courent, tournent et regardent, courent à nouveau et sautent d'un rocher à l'autre avec l'agilité du chamois des Alpes ».
Pendant de nombreux siècles, une petite église était le seul bâtiment de l'île. Les vestiges de l’église ont été démolis lors de la construction du Fort Sainte-Catherine, en 1867.
L'île a servi de zoo pendant plusieurs années.
En avril 2014, l'île a été ouverte au public pour la première fois depuis 1979. Le fort organise actuellement des tournées dans lesquelles les visiteurs peuvent l'explorer.
En 2016, Le dernier problème, troisième et dernier épisode de la quatrième saison de la série télévisée BBC  Sherlock  a été filmé sur l'île, avec une prison de sécurité maximale.

## Source de la traduction
- (en) Cet article est partiellement ou en totalité issu de l’article de Wikipédia en anglais intitulé « St Catherine's Island » (voir la liste des auteurs).